# テランガーナ急行
テランガーナ急行（英語: Telangana Express）は、インドの急行列車の1つ。ハイデラバードとニューデリーを結ぶ。

## 概要
ハイデラバードのハイデラバード駅と、首都・ニューデリーのニューデリー駅を結ぶ急行列車。1976年の運行開始時はアーンドラ・プラデーシュ急行（Andhra Pradesh Express、AP Express）という列車愛称だったが、2014年にテランガーナ州が設立された事を受け、ニューデリーと各州の州都を結ぶ列車に目的地の州の名前を付ける慣例から2015年11月15日に愛称をテランガーナ急行に変更している。
編成については、運行開始当初はICF客車を用いた14両編成であったが、2019年に使用車両がLHB客車に変更されており、2022年現在は冷房客車7両を含めた24両編成で運用されている。

## ギャラリー

2019年以前
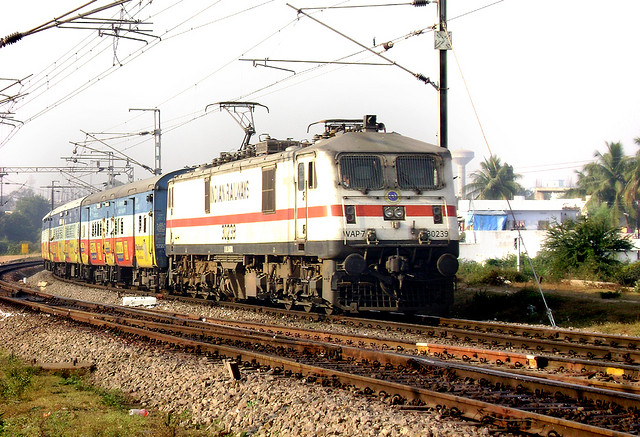
2013年撮影
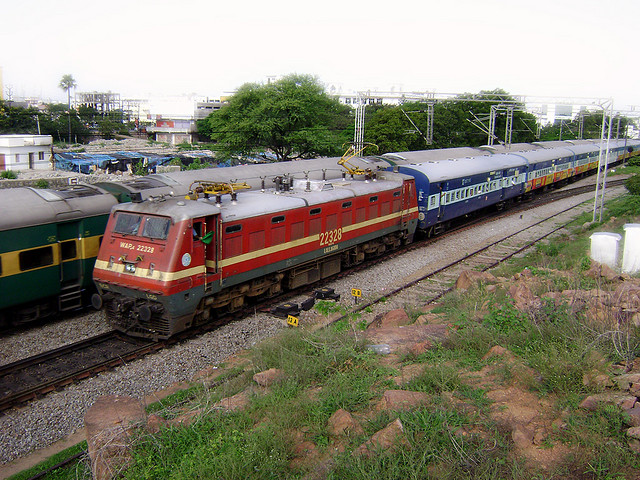
2013年撮影
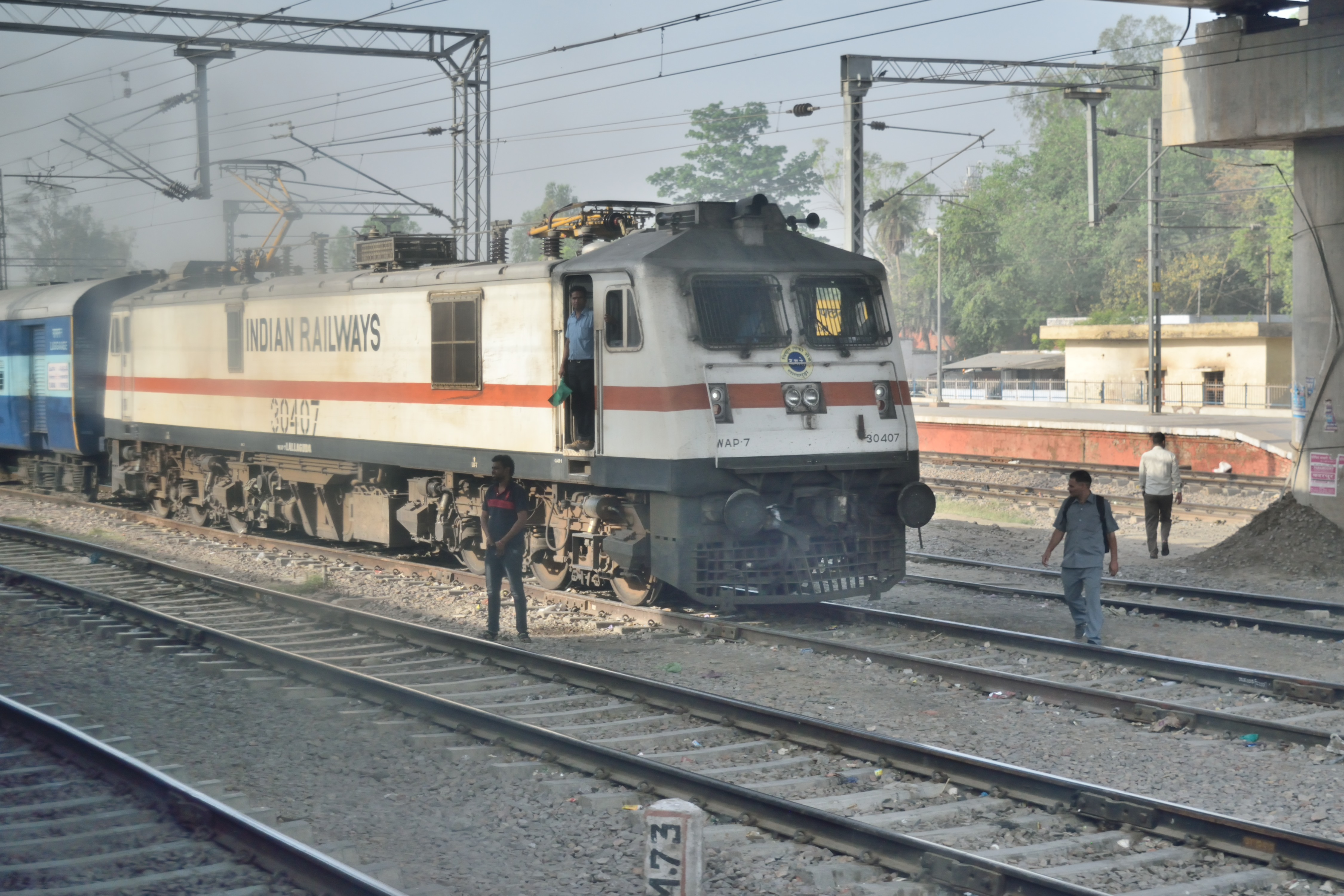
2016年撮影

2019年以降
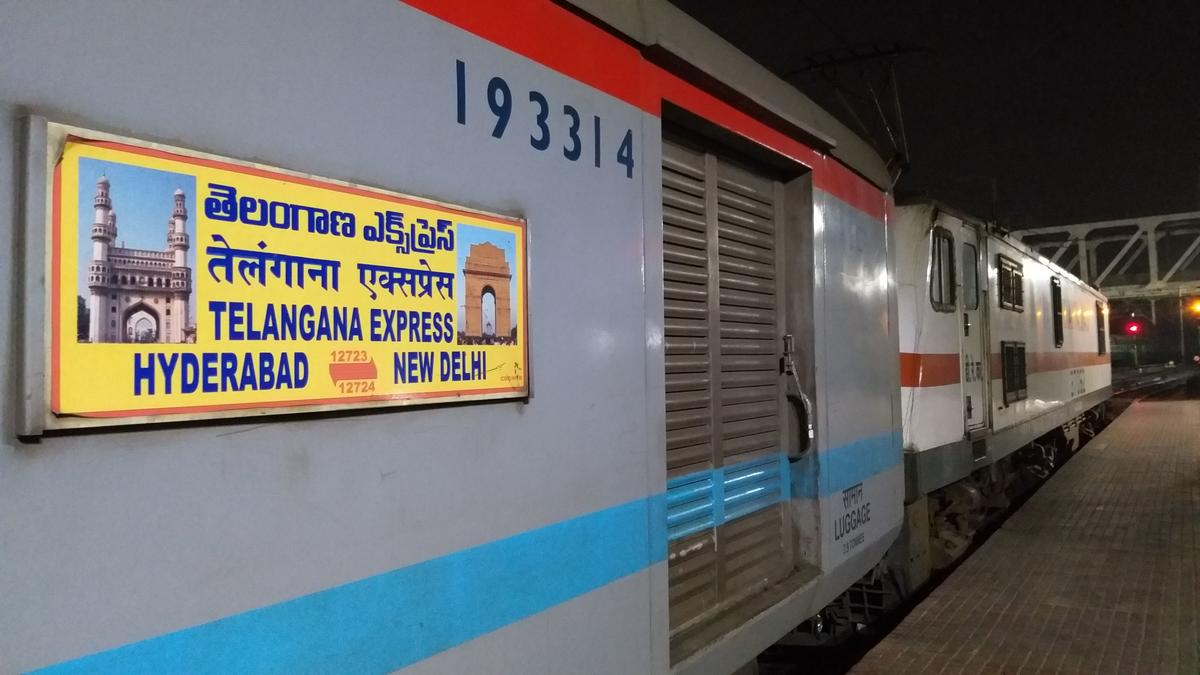
2019年撮影
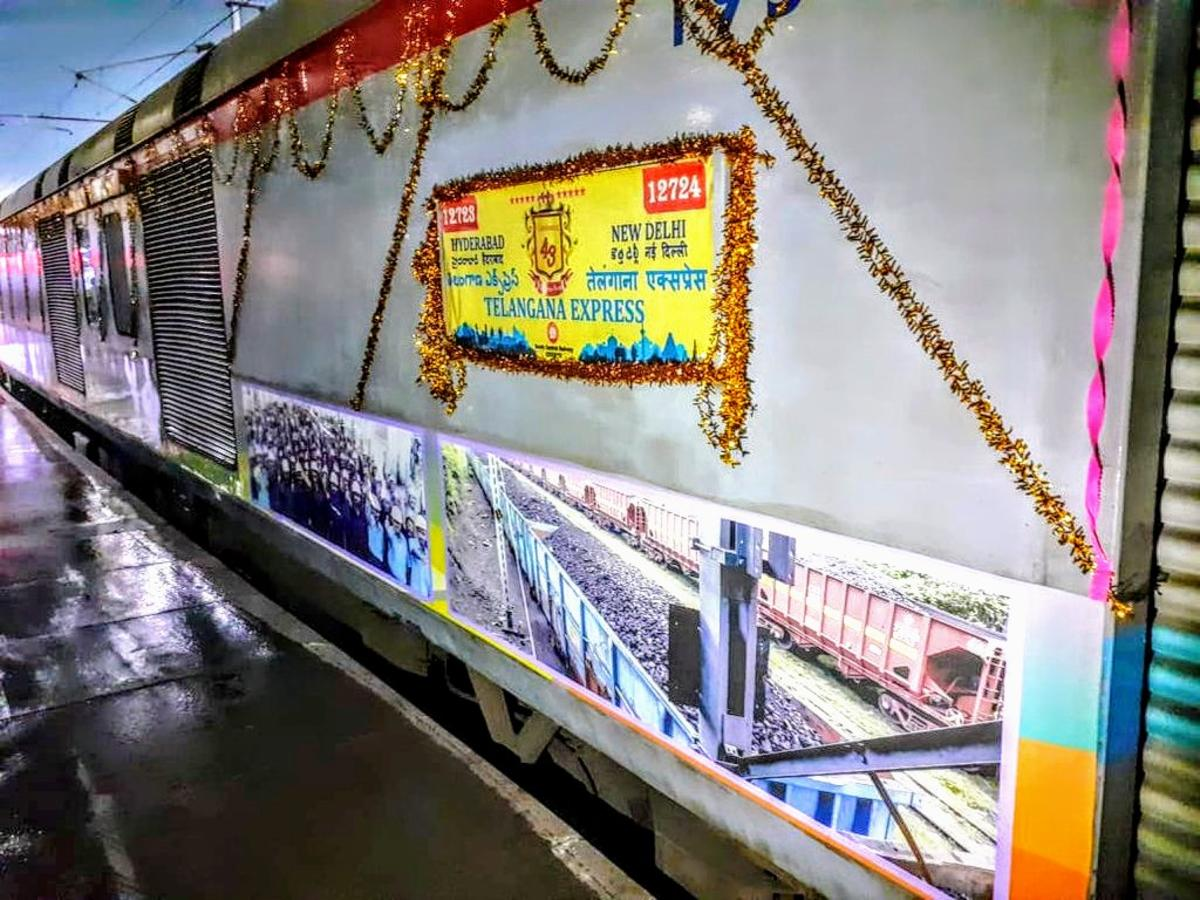
運行開始45周年の装飾（2019年撮影）